# 나루세 요시히로

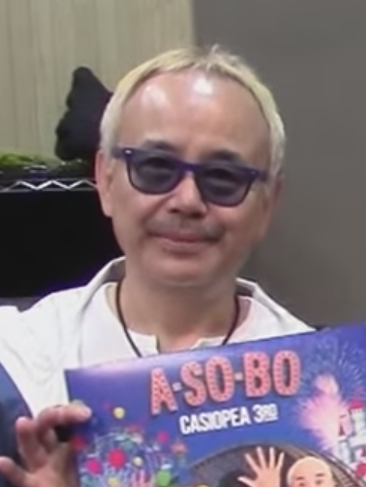

나루세 요시히로(일본어: 鳴瀬 喜博, 1949년 11월 13일 ~ )는 일본의 베이시스트이다. 일본의 퓨전재즈 밴드 카시오페아의 일원으로 활동하고 있으며, 최근에는 야수왕국, 우루고메 등에서도 베이스를 연주하고 있다. 콧수염과 양 손목의 아대가 트레이드마크.
처음에는 기타를 연주했었으나, 대학교 진학과 동시에 베이스로 전향하였다. 일본에서 초퍼라고 불리는 슬랩 연주법에 능하여 나루초라는 별명을 가지고 있다. 일본의 베이스 메이커 튠의 대표적 엔도서로, 기본적인 4현 베이스에 각각의 옥타브현을 추가한 8현 베이스를 주로 연주하는데, 베이스에 이름 붙이는 것을 좋아해 Zi-8-N(아카파치), TWXT-8N(케론파치)등의 이름을 붙이고 있다.